# Cycas orientis
Cycas orientis K.D. Hill, 1994 è una pianta appartenente alla famiglia delle Cycadaceae, endemica dell'Australia.

## Descrizione
È una cicade con fusto arborescente, alto sino a 4(-7) m e con diametro di 8-14 cm.
Le foglie, pennate, lunghe 55-125 cm, sono disposte a corona all'apice del fusto e sono rette da un picciolo lungo 17-35 cm; ogni foglia è composta da 130-180 paia di foglioline lanceolate, con margine intero, lunghe mediamente 6-16 cm, di colore verde chiaro, inserite sul rachide con un angolo di 50-80°.
È una specie dioica con esemplari maschili che presentano microsporofilli disposti a formare strobili terminali di forma ovoidali, lunghi 20 cm e larghi 8 cm ed esemplari femminili con macrosporofilli che si trovano in gran numero nella parte sommitale del fusto, con l'aspetto di foglie pennate che racchiudono gli ovuli, in numero di 1-4.  
I semi sono grossolanamente ovoidali, lunghi 25-36 mm, ricoperti da un tegumento di colore arancio-marrone.

## Distribuzione e habitat
L'epiteto specifico orientis, e cioè ad oriente, fa riferimento alla sua diffusione nella Terra di Arnhem orientale, del Territorio del Nord.

Prospera su sabbie di colore dal bianco puro fino al giallo sovrastanti lateriti.

## Conservazione
La IUCN Red List classifica C. orientis come specie a rischio minimo (Least Concern).

La specie è inserita nella Appendice II della Convention on International Trade of Endangered Species (CITES)